# Одинцов, Александр Иванович
Александр Иванович Одинцов (13 мая 1918, Семуково, Вологодская губерния — 9 января 1995, Москва) — советский военачальник и писатель, генерал-полковник (1975). Разведчик Великой Отечественной войны.

## Биография
Родился в крестьянской семье в селе Семуково (ныне — в Усть-Вымском районе Республики Коми). В 1936 году окончил Усть-Вымское педагогическое училище. Работал в местном районном комитете комсомола.
В августе 1938 года был призван в Красную Армию. В 1939 году окончил Ленинградское военно-политическое училище имени Энгельса. Участник советско-финской войны 1939—1940 годов, где воевал политруком стрелковой роты и комиссаром стрелкового батальона. Был тяжело ранен. Награждён орденом Красного Знамени.
Участник Великой Отечественной войны с 1941 года. Служил в разведывательном отделе штаба Западного фронта, где был комиссаром оперативной группы и уполномоченным Военного совета фронта по организации партизанского движения. Летом-осенью 1941 года находился в немецком тылу и с группой разведчиков участвовал в рейде по немецким тылам. С ноября 1941 года — в отряде особого назначения разведывательного отдела штаба фронта: политрук роты, комиссар стрелкового батальона. Участвовал в новом рейде по немецким тылам во время контрнаступления Красной Армии под Москвой в декабре 1941 года. С августа 1942 года — комиссар оперативного разведывательного отряда (командир отряда — майор Артур Спрогис), который действовал в тылу немецко-фашистских захватчиков на территории Смоленской области и Белорусской ССР. После ранения А. Спрогиса осенью 1943 года заменил его на посту командира отряда. Особо отличился при подготовке и проведении советскими войсками стратегической наступательной операции «Багратион».
В 1944 году был тяжело ранен и эвакуирован самолётом на «Большую землю». После излечения с 1944 года — слушатель Высшей специальной (разведывательной) школы Генерального штаба Красной Армии.
После Победы окончил Военную академию имени М. В. Фрунзе в 1948 году. Служил командиром стрелкового полка. С октября 1956 года — командир 11-й гвардейской механизированной дивизии, с июня по октябрь 1957 — командир 30-й гвардейской танковой дивизии.
В 1959 году окончил Военную академию Генерального штаба Вооруженных Сил СССР. С октября 1959 года — командир 22-й мотострелковой дивизии. С декабря 1962 года — командир 31-го армейского корпуса в Закавказском военном округе. С января 1968 года — начальник Управления вневойсковой подготовки Министерства обороны СССР. С июля 1973 года проходил службу в ДОСААФ СССР на должности первого заместителя председателя ЦК ДОСААФ СССР.
В июне 1986 года был уволен в отставку. Занимался литературным трудом, автор художественно-документальных книг о Великой Отечественной войне. Активно участвовал и в общественно-ветеранской работе, был заместителем председателя Российского комитета ветеранов войны.
Жил в Москве. Похоронен на Введенском кладбище (иногда именуется Лефортовским кладбищем) в Москве.

## Сочинения
- Дорогами боевой славы и дружбы. — М.: Изд-во ДОСААФ, 1976.
- Немеркнущее зарево. — М.: Изд-во ДОСААФ, 1982;
- Непокоренная Березина. — М.: Изд-во ДОСААФ, 1985.
- Огненная вьюга. — М.: Издательство «Патриот», 1990. — ISBN 5-7030-0206-0.
- Одинцов А. И., Юферев Д. В. Дерзкие рейды. — М.: Изд-во ДОСААФ, 1980.

## Память
- В селе Семуково у памятника участникам Великой Отечественной войны установлена мемориальная плита генералу-полковнику А. И. Одинцову.
- В селе Айкино его именем названа улица, на ней установлена мемориальная доска.
- В краеведческих музеях сёл Айкино и Туискерес созданы большие экспозиции, посвященные жизни и подвигам А. И. Одинцова.

## Воинские звания
- политрук (22.12.1939),
- старший политрук (10.12.1941),
- батальонный комиссар (4.07.1942),
- майор (6.11.1942),
- подполковник (10.12.1943),
- полковник (22.06.1951),
- генерал-майор (9.05.1961),
- генерал-лейтенант (16.06.1965),
- генерал-полковник (25.04.1975).

## Награды
- орден Ленина (10.12.1942)
- орден Октябрьской Революции
- четыре ордена Красного Знамени (1940, 7.11.1942, …)
- орден Отечественной войны 1-й степени (11.03.1985)
- орден Красной Звезды
- медали, в том числе «Партизану Отечественной войны» 1 степени (25.08.1943), «За оборону Москвы»
- иностранные ордена и медали

## Память
- В селе Семуково у памятника участникам Великой Отечественной войны установлена мемориальная плита генералу-полковнику А. И. Одинцову.
- В селе Айкино его именем названа улица, на ней установлена мемориальная доска.
- В краеведческих музеях сёл Айкино и Туискерес созданы большие экспозиции, посвященные жизни и подвигам А. И. Одинцова.